# 로마 포르타 산 파올로역
로마 포르타 산 파올로역(이탈리아어: Roma Porta San Paolo)은 이탈리아 로마에 위치한 로마-리도 선의 시종착역이다. 이 역은 피라미데역을 통해 로마 지하철 B선으로, 로마 오스틴세 철도역을 통해 라치오 전철 FR1, FR3, FR5와 환승 가능하다. 이 역의 이름인 로마 포르타 산 파올로는 가까운 포르타 산 파올로를 따서 만들어졌으며, 6개의 플랫폼을 가지고 있고 근처에는 철도 박물관인 페로비아리오 디 포르타 산 파올로가 있다.

## 역사
이 역은 왕 비토리오 에마누엘레 3세의 명령으로 1918년 12월 30일 개통되었지만 (마르첼로 피아센티니가 계획) 운행은 1919년에 시작되었다. 이 역은 곧 이탈리아 정부의 두체가 되는 베니토 무솔리니에 의해 1924년 8월 10일 개업했다.

## 역 주변
- 로마 포르타 산 파올로 역 철도박물관
- 포르타 산 파올로
- 피라미데 케스티아
- 로마 신교도 묘지
- 몬테 테스타시오

## 시설
로마 포르타 산 파올로 역에는 다음과 같은 시설이 있다.
- 매표기
- 장애인 전용 승차시설
- 바
- 신문 가판대
- 박물관

## 환승 정보

### 지하철
- 피라미데 역을 통해 로마 지하철 B선과 환승 가능.

### 철도
- 로마 오스틴세 철도역